# Usch (Eifel)

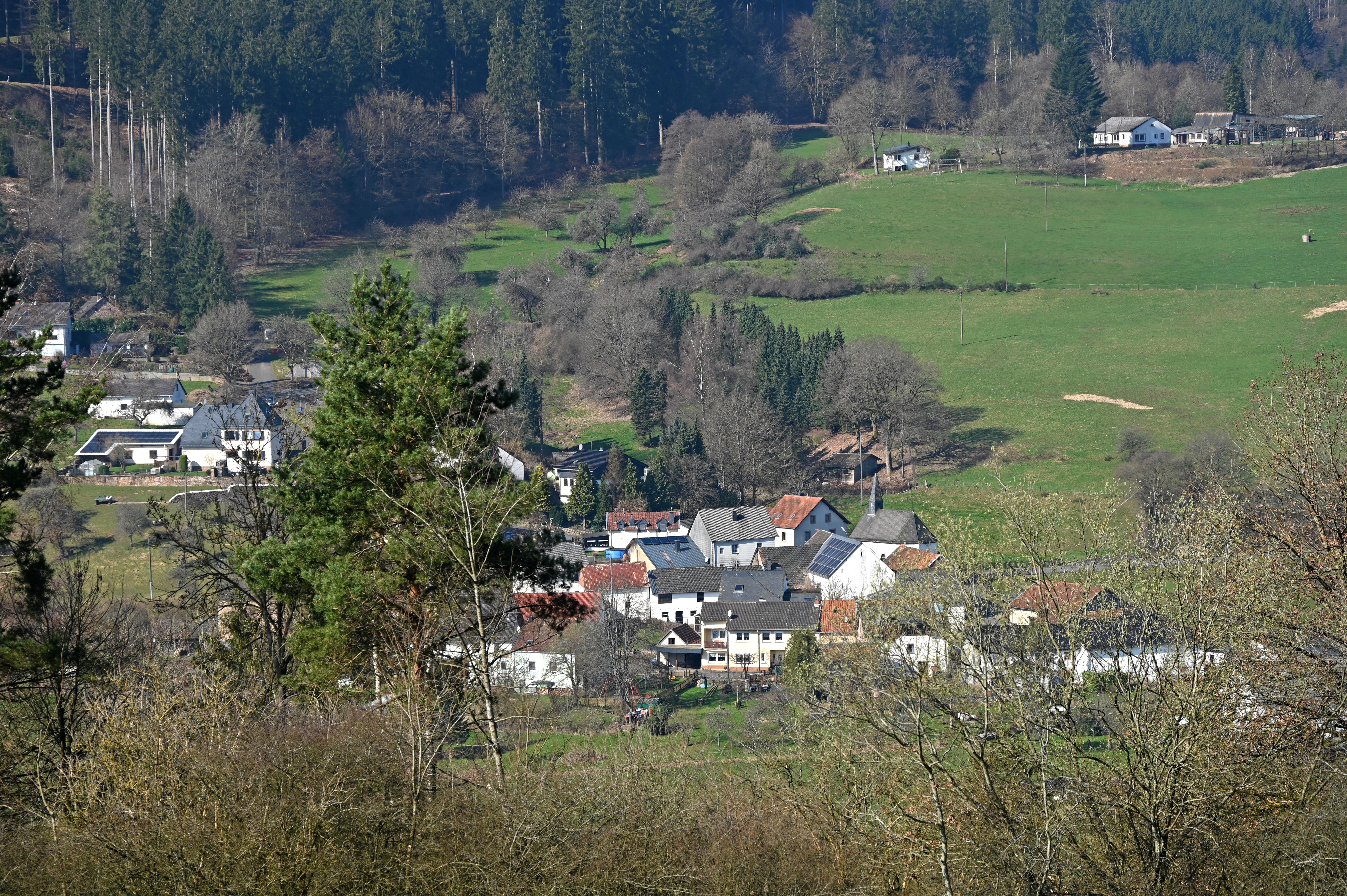
Usch (Eifel), Südostansicht

Usch in der Eifel ist eine Ortsgemeinde im Eifelkreis Bitburg-Prüm in Rheinland-Pfalz. Sie gehört der Verbandsgemeinde Bitburger Land an.

## Geographie
Usch liegt im mittleren Kylltal, direkt an der Grenze zum Landkreis Vulkaneifel.
Zur Gemeinde gehört der Wohnplatz Berghof.
Nachbarorte sind Densborn im Norden, Zendscheid und Sankt Thomas im Süden, sowie Neidenbach im Südwesten.

## Geschichte
Der Ort wurde 1144 erstmals urkundlich als Hussa erwähnt. Die Uscher Mühle entstand 1621. Ende des 18. Jahrhunderts gehörte der Ort zum kurtrierischen Amt Kyllburg. Die Inbesitznahme des Linken Rheinufers durch französische Revolutionstruppen beendete die alte Ordnung. Der Ort wurde von 1798 bis 1814 Teil der Französischen Republik (bis 1804) und anschließend des Französischen Kaiserreichs, zugeordnet der Mairie Kyllburg im Kanton Kyllburg des Arrondissements Prüm im Saardépartement. Nach der Niederlage Napoleons kam Usch aufgrund der 1815 auf dem Wiener Kongress getroffenen Vereinbarungen zum Königreich Preußen und gehörte nun zum Kreis Bitburg des Regierungsbezirks Trier, der 1822 Teil der neu gebildeten preußischen Rheinprovinz wurde. Aus der Mairie wurde die Bürgermeisterei (später das Amt) Kyllburg.
Als Folge des Ersten Weltkriegs war die gesamte Region dem französischen Abschnitt der Alliierten Rheinlandbesetzung zugeordnet. Nach dem Zweiten Weltkrieg wurde Usch innerhalb der französischen Besatzungszone Teil des damals neu gebildeten Landes Rheinland-Pfalz. Im Zuge der rheinland-pfälzischen Kommunalreform wurde der Ort der Verbandsgemeinde Kyllburg zugeordnet, die wiederum zum 1. Juli 2014 in die Verbandsgemeinde Bitburger Land aufging.
Im Jahr 2015 entschied sich der Gemeinderat von Usch, an der Initiative „Zukunfts-Check Dorf“ des Eifelkreises teilzunehmen. Ende 2017 konnte das erste Dorfentwicklungskonzept vorgestellt werden, mit dem sich die Gemeinde den Herausforderungen durch Strukturwandel und demographischer Entwicklung stellen will.
Statistik zur Einwohnerentwicklung
Die Entwicklung der Einwohnerzahl von Usch, die Werte von 1871 bis 1987 beruhen auf Volkszählungen:
| Jahr | Einwohner |
| ---- | --------- |
| 1815 | 72        |
| 1835 | 121       |
| 1871 | 129       |
| 1905 | 116       |
| 1939 | 125       |
| 1950 | 133       |
| 1961 | 111       |

| Jahr | Einwohner |
| ---- | --------- |
| 1970 | 107       |
| 1987 | 68        |
| 1997 | 72        |
| 2005 | 70        |
| 2011 | 68        |
| 2017 | 62        |
| 2024 | 52        |

## Politik

### Gemeinderat
Der Gemeinderat von Usch besteht aus sechs Ratsmitgliedern, die bei der Kommunalwahl am 9. Juni 2024 in einer Mehrheitswahl gewählt wurden, und dem ehrenamtlichen Ortsbürgermeister als Vorsitzendem.

### Bürgermeister
Theo Dimmer (Mitglied von Bündnis 90/Die Grünen) wurde am 1. Juni 2014 Ortsbürgermeister von Usch. Da er bei der Direktwahl am 26. Mai 2019 keine ausreichende Mehrheit erreicht hatte, und für eine angesetzte Wiederholungswahl kein gültiger Wahlvorschlag eingereicht wurde, oblag die Neuwahl des Bürgermeisters gemäß rheinland-pfälzischer Gemeindeordnung dem Rat. Dieser bestätigte Dimmer am 12. September 2019 in seinem Amt. Da bei der Direktwahl am 9. Juni 2024 kein Wahlvorschlag eingereicht wurde, oblag die Neuwahl erneut dem Rat der Gemeinde. Dieser bestätigte Theo Dimmer auf seiner konstituierenden Sitzung am 25. Juli 2024 für weitere fünf Jahre in seinem Amt.
Sein Vorgänger war Hermann Brück.

### Wappen
| Wappen von Usch | Blasonierung: „Von Silber über Rot geteilt, oben ein roter Sparrenbalken, unten drei goldene Ähren.“ |
| Wappen von Usch | Wappenbegründung: Usch gehörte bis zum Ende der Feudalzeit im Amt Kyllburg zum Kurfürstentum Trier. Ende des 18. Jahrhunderts wird eine Kapelle erbaut, deren Patronin die hl. Walburga wird. Seitdem gilt sie auch als Patronin des Ortes. Usch wird in Beyer, Urkundenbuch 1144 und 1193 als "Hussa" angegeben. Im 14. Jahrhundert ist ein Conrad Husch Burgmann des Erzbischofs Balduin genannt (Hontheim, Historia Treverensis). Offenbar derselbe, der von Gruber in Wappen des mittelrheinisch-moselländischen Adels um 1340 als "Conrad Husch, trierischer Burgmann zu Manderscheid" genannt ist. Sein Wappen, ein Sparrenbalken steht im oberen Schildteil. Das Attribut der Ortspatronin St. Walburga, 3 Ähren, ist im unteren Schildteil wiedergegeben. |

## Sehenswürdigkeiten

Usch (Eifel)
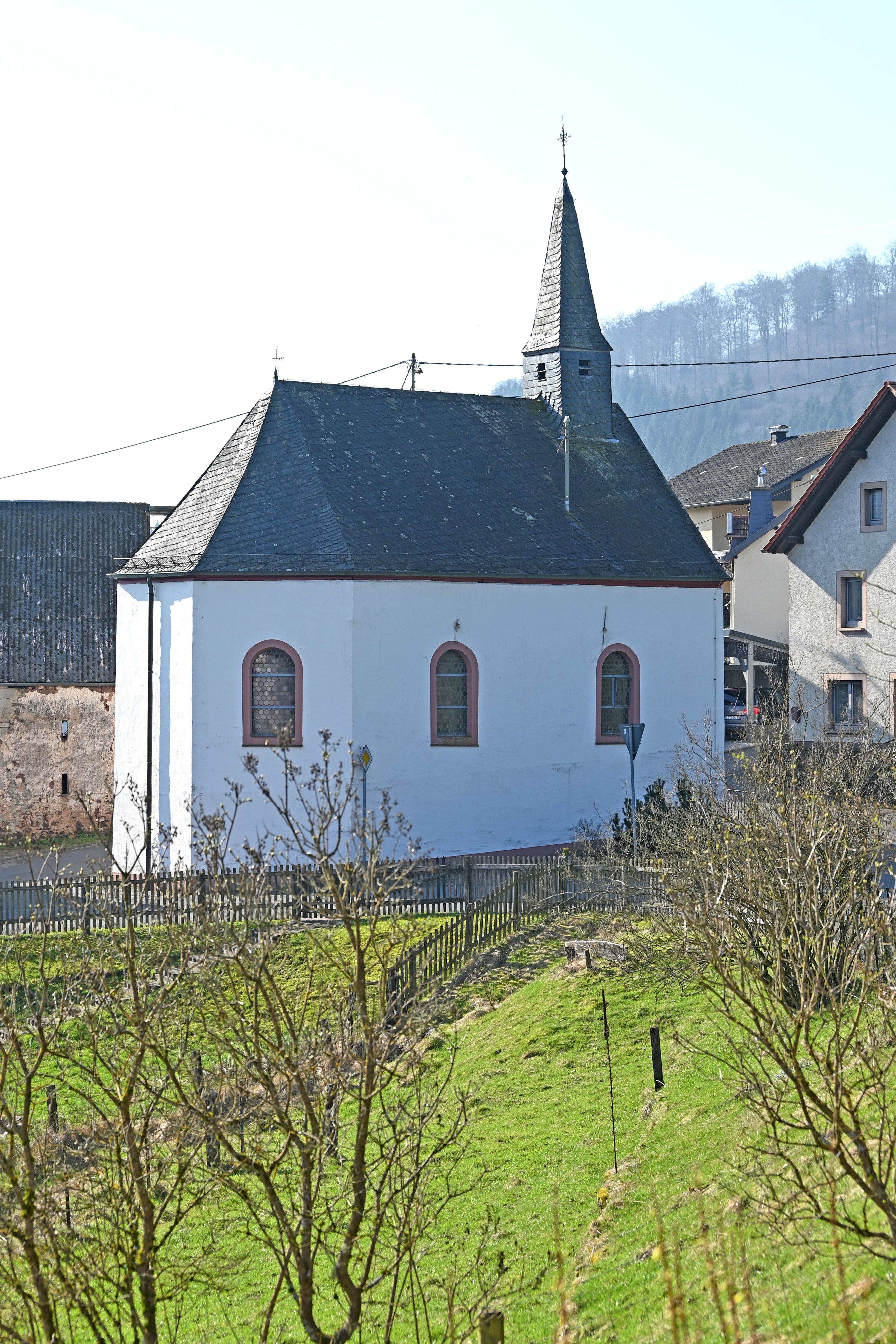
St. Walburga
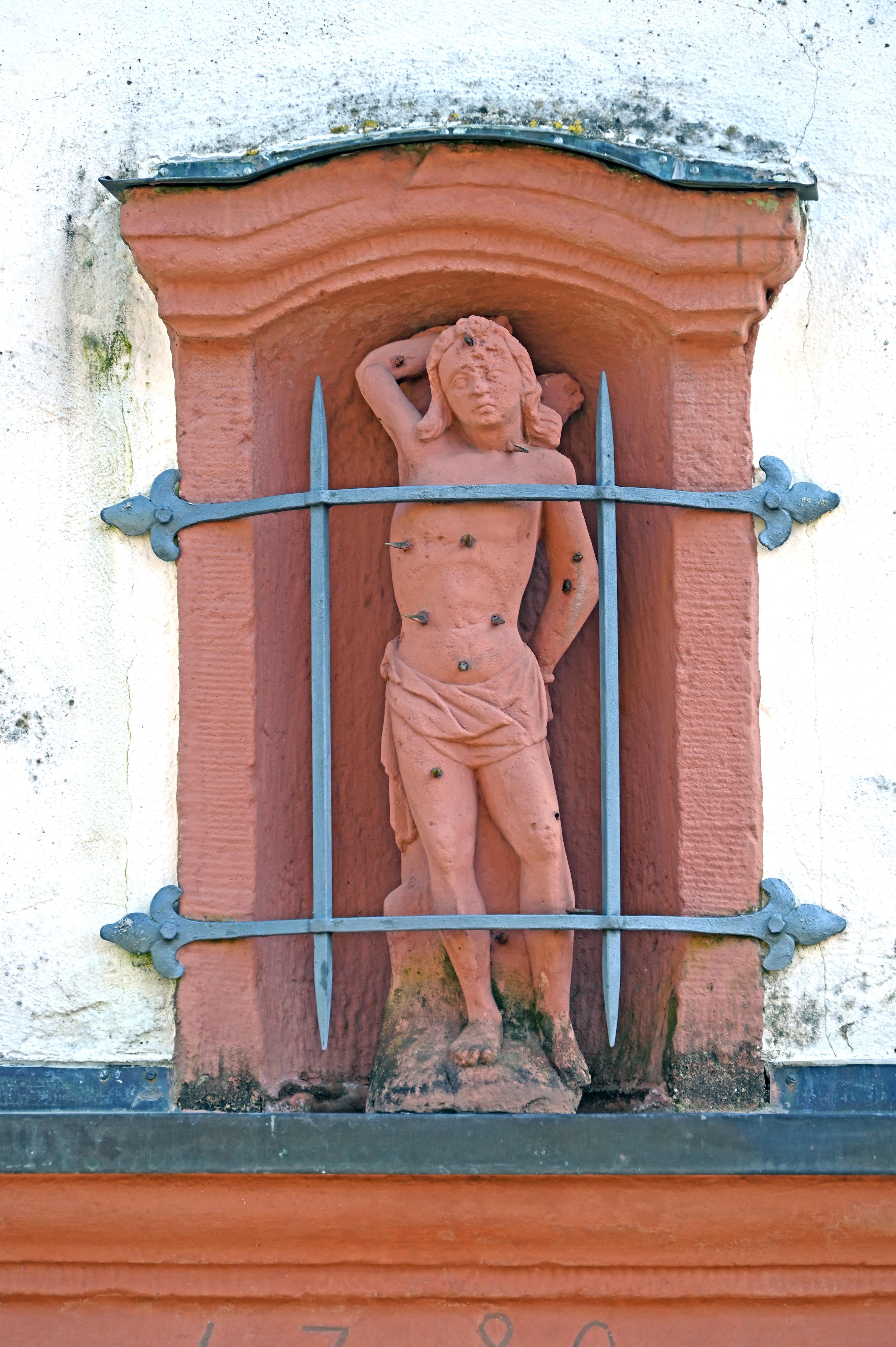
St. Sebastian
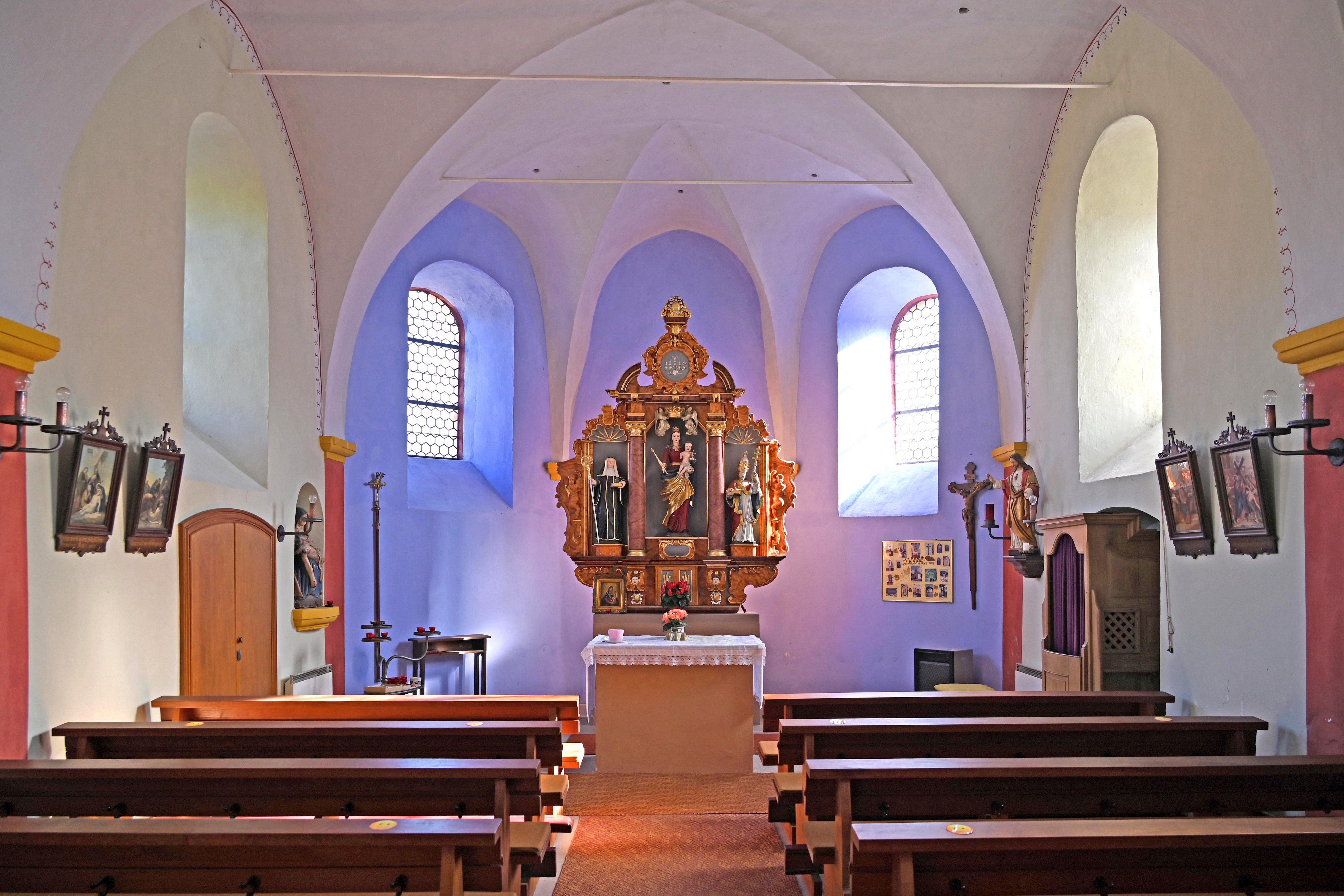
Innenraum
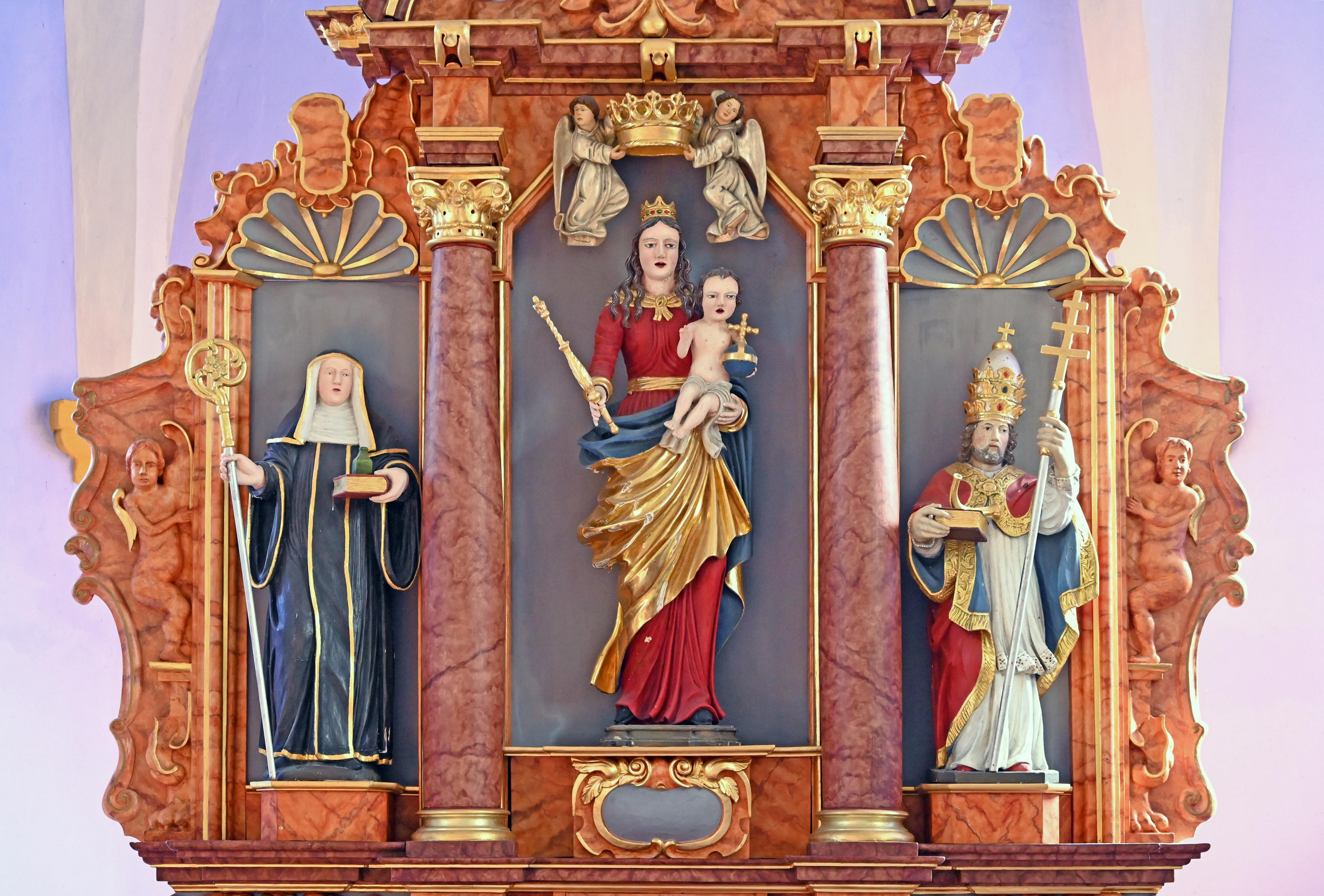
Barockaltar
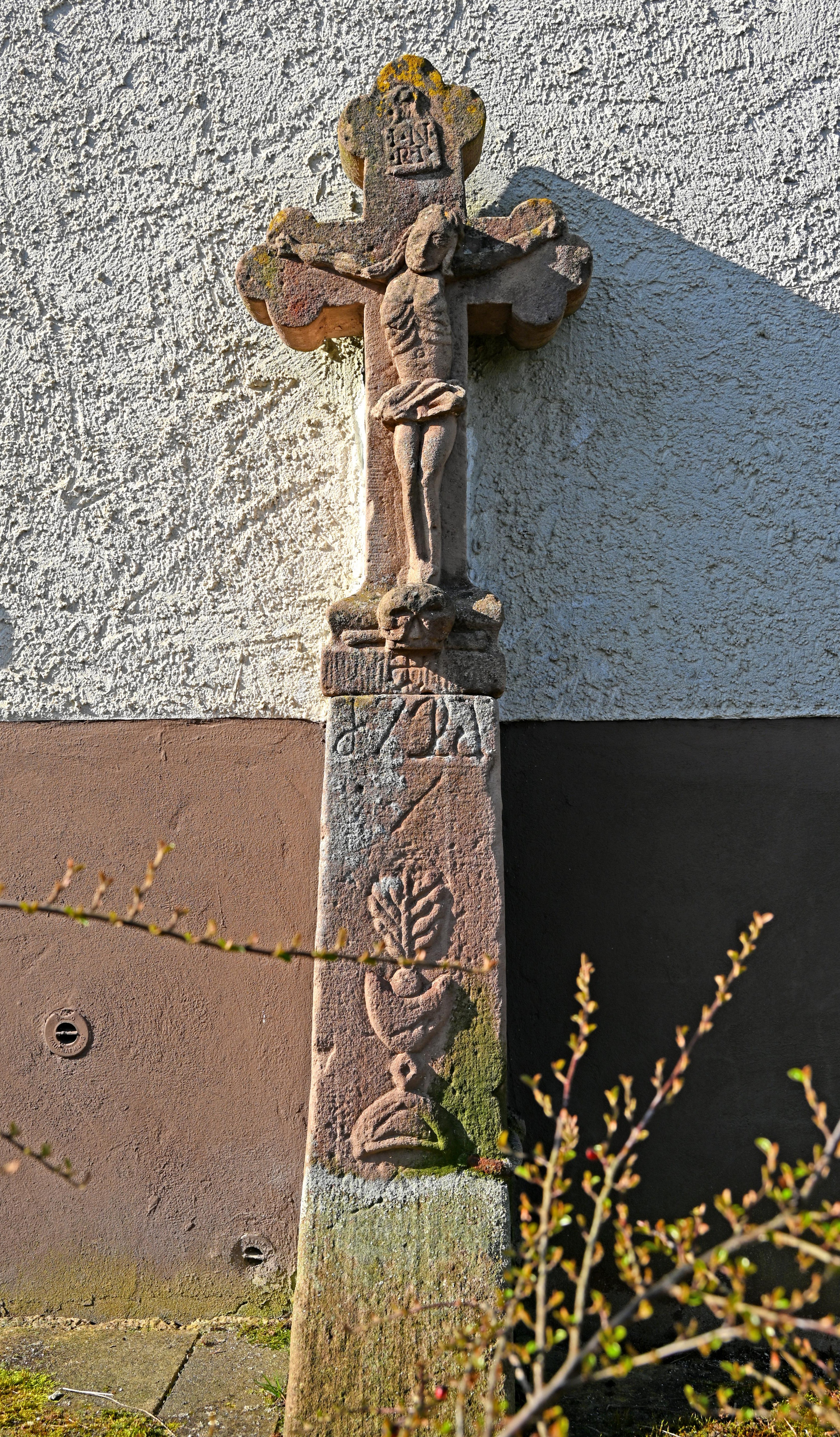
Wegekreuz
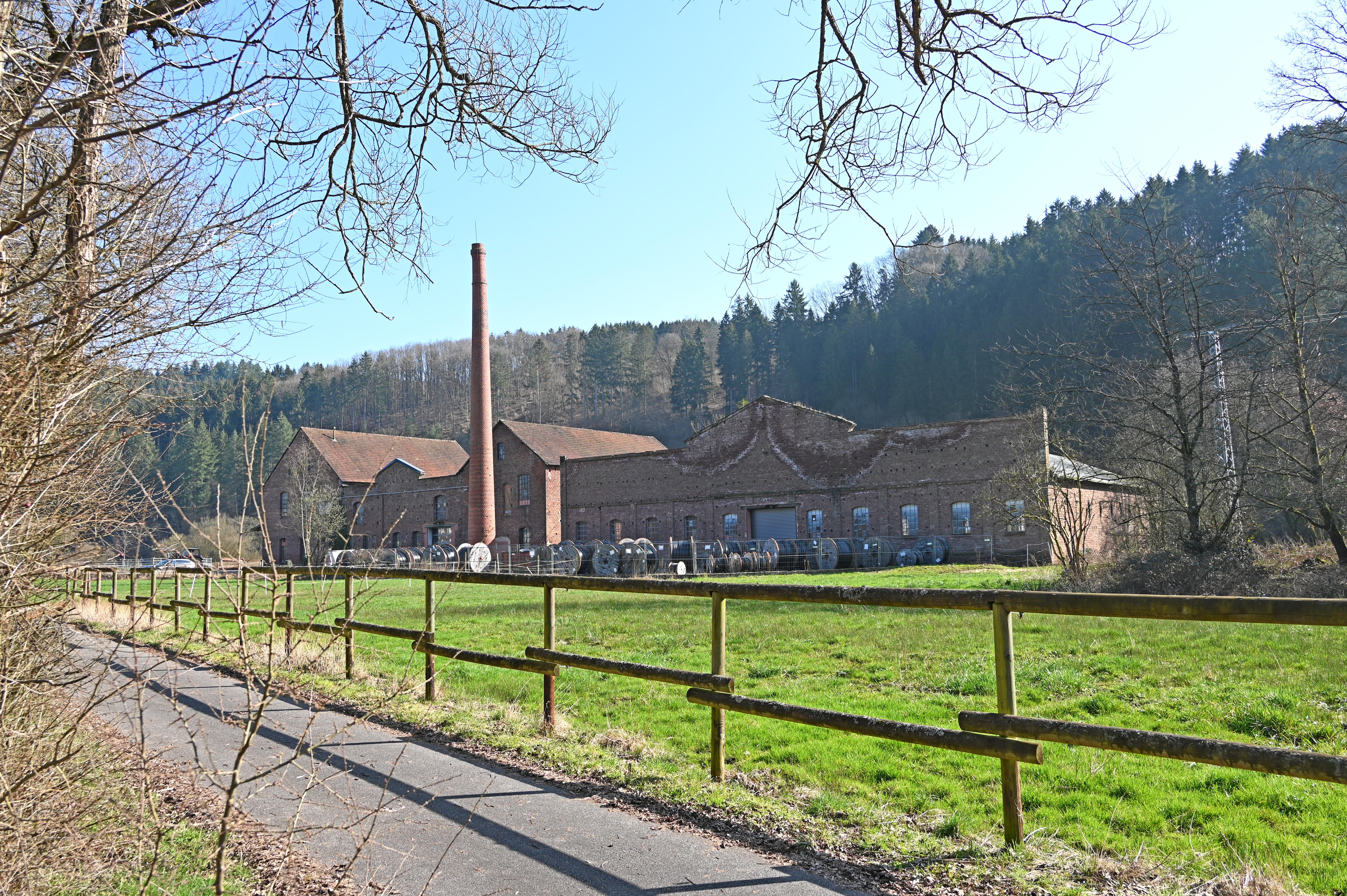
Messingrohrwerk Albert, 1903

In der Denkmalliste des Landes Rheinland-Pfalz (Stand: 2021) sind folgende Kulturdenkmäler ausgewiesen:
- Römisch-katholische Filialkirche St. Walburga, zweiachsiger Saalbau (bezeichnet 1780)
- Drei Häuser aus dem 18. und 19. Jahrhundert
- Messingrohrwerk Albert bei der alten Uscher Mühle, Fabrikgebäude (Anfang 20. Jahrhundert)
- Zwei Wegekreuze im Ort und der Gemarkung (von 1726 bzw. 1821)

Siehe auch: Liste der Kulturdenkmäler in Usch

## Wirtschaft und Infrastruktur

### Wirtschaft
Das früher landwirtschaftlich geprägte Utsch hat sich durch den Strukturwandel der letzten Jahrzehnte zu einer Pendlergemeinde entwickelt. Am ehemaligen Standort der alten Uscher Mühle befindet sich heute in den historischen Gebäuden des Messingrohrwerks eine Rohrzieherei, die als Industriezulieferer tätig ist.

### Verkehr
Bahn
Der Haltepunkt Usch-Zendscheid liegt an der Eifelstrecke (Köln – Euskirchen – Gerolstein – Trier). Es handelt sich um einen Bedarfshalt, der von den Zügen der Linie RB22 bedient wird:
| Linie       | Verlauf | Takt   |
| ----------- | --- | ------ |
| RE 22 RB 22 | Eifel-Express: Köln Messe/Deutz – Köln Hbf – Köln West – Köln Süd – Erftstadt – Weilerswist – Euskirchen – Mechernich – Kall (Gattungswechsel RE/RB) – Urft (Steinfeld) – Nettersheim – Blankenheim (Wald) – Schmidtheim – Dahlem (Eifel) – Jünkerath – Lissendorf – Oberbettingen-Hillesheim – Gerolstein – Birresborn – Mürlenbach – Densborn – Usch/Zendscheid – St. Thomas – Kyllburg – Bitburg-Erdorf – Hüttingen – Philippsheim – Speicher – Auw an der Kyll – Daufenbach – Kordel – Ehrang – Pfalzel – Trier Hbf (aufgrund von Elektrifizierungsarbeiten wechselnde Abschnitte längerfristig im Schienenersatzverkehr) Stand: 16. Juni 2025 | 60 min |

Für den gesamten Öffentlichen Personennahverkehr (ÖPNV) gilt der Tarif des Verkehrsverbunds Region Trier (VRT).
Straße
Usch liegt westlich der entlang der Kyll verlaufenden Landesstraße 24, von der die durch den Ort führende Kreisstraße 126 nach Neuheilenbach abzweigt.
Radweg
Entlang des Flusses führt der Kyll-Radweg am Ort vorbei.